# 楚雄南站
楚雄南站，原名楚雄站，是位于云南省楚雄彝族自治州楚雄市鹿城镇振兴路381号，是广大铁路上的火车站，建于1993年。现办理货运业务，车站及其上下行区间已电气化。车站距离广通站30公里，隶属昆明铁路局，是四等站。

## 历史
楚雄南站原名楚雄站，建于1993年。2005年6月至12月，改造站房及站前广场。2017年7月1日由楚雄站更名为楚雄南站。2018年6月30日，随着昆楚大铁路启用，楚雄南站停办客运业务。

## 车站结构
楚雄南站位于广大铁路K30+798处，站房建筑面积7301平方米，候车室2个，面积858平方米，站前广场面积7700平方米，设站台1个，正线1条、到发线2条。